# Grundy (Virginia)
Grundy is een plaats (town) in de Amerikaanse staat Virginia, en valt bestuurlijk gezien onder Buchanan County.

## Demografie
Bij de volkstelling in 2000 werd het aantal inwoners vastgesteld op 1105.
In 2006 is het aantal inwoners door het United States Census Bureau geschat op 990, een daling van 115 (-10,4%).

## Geografie
Volgens het United States Census Bureau beslaat de plaats een oppervlakte van
13,1 km², geheel bestaande uit land. Grundy ligt op ongeveer 425 m boven zeeniveau.

## Plaatsen in de nabije omgeving
De onderstaande figuur toont nabijgelegen plaatsen in een straal van 28 km rond Grundy.

## Geboren
- Bev Perdue (1947), gouverneur van North Carolina (2009-2013)